# Salomon Brothers
Salomon Brothers fue una banca de inversión de Wall Street conocida como una compañía de Soporte de bulge. Fundada en 1910 por tres hermanos (Arthur, Herbert y Percy) junto con un empleado llamado Ben Levy, se mantuvo como un partenariado hasta principios de los años 1980, cuando fue adquirida por la firma de comercio de productos básicos Phibro Corporation y luego se convirtió en Salomon INC. 
Finalmente Salomon fue adquirida por Citigroup en 1998, y tras la fusión de esta última con Citicorp ese mismo año, Salomon se convirtió en parte de Citigroup. Aunque el banco conservó su nombre de Salomon, que eran las operaciones de banca de inversión de Citigroup, el nombre fue abandonado en última instancia, en octubre de 2003, tras una serie de escándalos financieros que empañaron la reputación del banco.

## Historia temprana
En este periodo la empresa utilizaba su propio capital y no tenía clientes con honorarios pagados. La empresa privada entró en la renta variable a mediados de la década de 1960 y la banca de inversión a principios de la década de 1970.
John Gutfreund se convirtió en el socio director en 1978, con ayuda del público de la empresa, permaneciendo en ella como CEO. Durante la década de 1980, Salomon se destacó por su innovación en el mercado de bonos, vendiendo las primeras Obligaciones hipotecarias garantizadas, un oscuro instrumento financiero hasta entonces creado por Ginnie Mae. Poco después, Salomon compró hipotecas de viviendas de cajas de ahorro de los Estados Unidos y los empaquetó en valores respaldados por hipotecas, que se vendieron a inversores locales e internacionales. Más tarde esta compañía se alejó de la banca de inversión tradicional (Compañías que ayudan a recaudar fondos en el mercado de capitales y a la negociación de fusiones y adquisiciones) a casi exclusivamente las operaciones por cuenta propia. Salomon tenía experiencia en títulos de renta fija y de comercio basados en oscilaciones diarias en el mercado de bonos.
Durante este periodo, la dirección se mostró insatisfecha con el desempeño de la empresa. Las ganancias eran pequeñas y los comerciantes de la compañía fueron pagados de una manera que desconectó con la verdadera rentabilidad. Hubo debates en cuanto a que dirección debía dirigirse la empresa, si debería enfocar sus actividades en ciertas áreas. Por ejemplo, el negocio del Papel comercial (proporcionando financiación a corto plazo en el día a día de las grandes empresas) fue aparentemente rentable, aunque algunas personas en la empresa argumentaron que se trataba de una buena actividad, ya que mantenía a la compañía con otros negocios clave del personal financiero.
Por último la empresa decidió imitar a Drexel Burnham Lambert, utilizando sus banqueros de inversión y su propio dinero para instar a las empresas a reestructurar o participar en compras apalancadas. Como resultado la firma compitió por la compra apalancada de RJR Nabisco y la compra apalancada de tiendas Revco (que terminó en fracaso).

## Escándalo de bonos del tesoro de la década de 1990
En 1991, el subsecretario adjunto del Departamento del Tesoro de los Estados Unidos, Mike Basham, descubrió que un comerciante de Salomon, Paul Mozer, había estado presentando ofertas falsas en un intento de comprar más bonos del tesoro de lo permitido por un comprador entre diciembre de 1990 y mayo de 1991, Salomon fue multado con 290 millones de dólares por esta infracción, la mayor multa jamás aplicada sobre un banco de inversión en ese momento. La compañía se vio debilitada por el escándalo, lo que llevó a su adquisición por parte de Travelers Group. Gutfreund dejó la compañía en agosto de 1991 y la U.S. Securities and Exchange Commission (SEC) dio lugar a una multa de 100.000 dólares y la opción de obtener el cargo de director ejecutivo de una firma de corretaje. El escándalo fue documentado por el libro de 1993, Pesadilla en Wall Street. El escándalo fue documentado en el libro de 1993: Nightmare on Wall Street.
Tras la adquisición, la empresa matriz (Travelers Group, y más tarde Citigroup), resultó culturalmente contraria a las ganancias y pérdidas causadas por operaciones por cuenta propia volátiles, prefiriendo un crecimiento más lento y sostenido. Salomon sufrió una pérdida de 100 millones de dólares cuando incorrectamente se posicionó para la fusión de MCI Communications con BT Group, algo que nunca ocurrió. Posteriormente la mayor parte de su negocio de operaciones por cuenta propia fue disuelto.
Las operaciones combinadas de la banca de inversión se conocían como Salomon Smith Barney y pasaron a llamarse Citigroup Global Markets INC después de la reorganización, porque los nombres de Salomon Brothers y Smith Barney eran un signo de división y servicios de Citigroup Global Markets.
Dos miembros de Salomon Brothers encargados del arbitraje de bonos, John Meriwether y Myron Scholes, más tarde se convirtieron en fundadores y consultores del Long-Term Capital Management, un fondo de cobertura que finalizó en 1998.
Los principales operadores de bonos de la firma se llamaban a sí mismos Big Swinging Dicks y fueron la inspiración para el libro La hoguera de las vanidades de Tom Wolfe. El éxito y el descenso de Salomon Brothers en la década de 1980 es documentado en el libro de Michael Lewis de 1989, Liar's Poker. Lewis llegó a través del programa de formación de Salomon y luego se convirtió en un vendedor de bonos de Salomon en  Londres.  Los últimos años de Salomon Brothers que culminaron con su participación en la crisis de Long-Term Capital Management son una crónica del libro de 2007, A Demon of Our Own Design.

## Exempleados famosos
- Lloyd Blankfein, CEO de Goldman Sachs
- Michael Bloomberg, antiguo alcalde de Nueva York y magnate de negocios
- Stephen J. Luczo, presidente del consejo de administración, presidente y CEO de Seagate
- Alan Howard, billonario y cofundador de Brevan Howard Asset Management LLP
- Victor Haghani, cofundador de Long-Term Capital Management, fundador de Elm Partners
- Bill Browder, CEO y cofundador de Hermitage Capital Management
- Warren Buffett, presidente, CEO y principal accionista de Berkshire Hathaway
- Michael Corbat, CEO de Citigroup
- Thomas di Benedetto, presidente de AS Roma
- Arminio Fraga, CEO y cofundador de Gavea Investimentos
- Ron Freeman, exvicepresidente del Banco Europeo para la Reconstrucción y el Desarrollo
- Oleg R. Khanukaev- jefe de Salomon Brothers en Rusia, ahora presidente de la junta de L&C Business Group
- John Gutfreund- exCEO de Salomon Brothers, convirtió la asociación privada en sociedad anónima abierta
- Johannes Huth- jefe de KKR en Europa
- Henry Kaufman- execonomista jefe y vicepresidente de Salomon, ahora presidente de Henry Kaufman&Co
- Naguib Kheraj, vicepresidente de Barclays
- Sallie Krawcheck, expresidente del Global Wealth & Investment Management division de Bank of America y ex CFO de Citigroup
- Michel Guite, fundador de Vermont Telephone Co
- Michael Lewis, periodista de investigación, escritor de Liar's Poker
- John Lipsky, actuó como director gerente del FMI
- Deryck Maughan, exCEO de Salomon Brothers, actualmente socio de KKR
- Roberto Nicastro, mánager general de Unicredit Group
- Nate Hagen, editor The Oil Drum
- Lewis Ranieri, exoperador de bonos y temprano promotor de valores respaldados por hipotecas
- Eric Rosenfeld, director y cofundador de Long-Term Capital Management y temprano promotor de valores respaldados por hipotecas
- Myron Scholes, Premio Nobel en economía
- Richard J. Schmeelk, banquero de inversión y patrón de Richard J. Schmeelk Canada Fellowship
- William E. Simon, secretario del tesoro de Estados Unidos de 1974 a 1977
- Louis Susman, embajador de los Estados Unidos en Inglaterra
- Eugene Tenenbaum, asesor cercano a Roman Abramovich
- James Wolfensohn, expresidente del Banco Mundial